# San Miguel del Camino

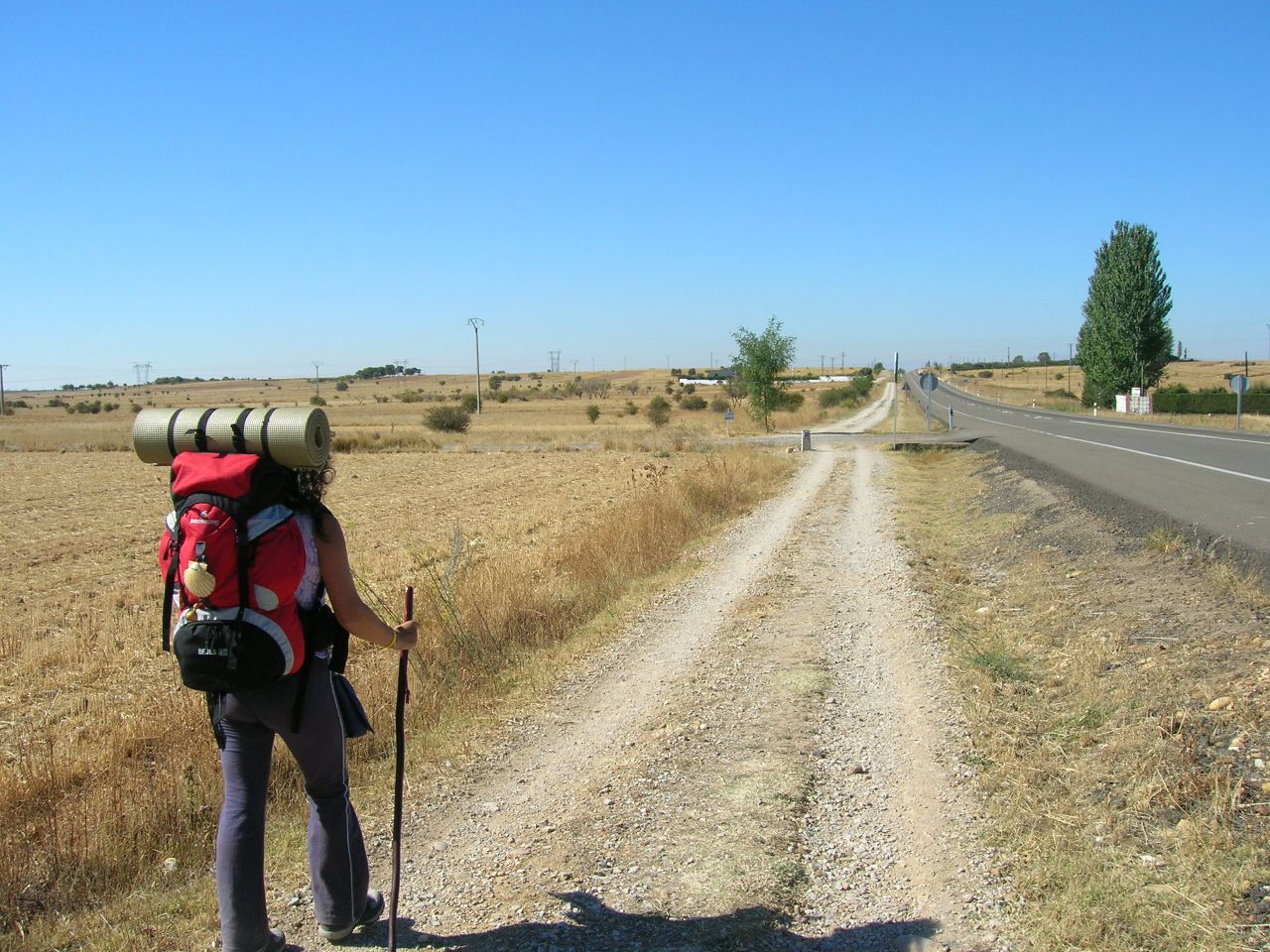
Jakobsweg, Páramo Leonés und Nationalstraße N–120 nahe San Miguel del Camino

San Miguel del Camino ist ein Ort am Jakobsweg in der Provinz León der Autonomen Gemeinschaft Kastilien und León. Administrativ ist er von Valverde de la Virgen abhängig.
Er liegt am westlich Rand des Zentralspanischen Tafellandes, das hier Páramo Leonés heißt. Durch den Ort führt die Nationalstraße N–120 als Hauptstraße.
Ab dem 12. Jahrhundert verfügte der Ort über eine Pilgerherberge, auch die Anlage als Straßendorf sowie eine Figur des Apostels Jakobus in der Kirche (heute in León ausgestellt) verweisen auf die enge Verflechtung des Ortes mit dem Jakobsweg.
Die Pfarrkirche ist der heiligen Lucia geweiht, das Patronatsfest findet dementsprechend am 13. Dezember jeden Jahres statt.
Überregionale Bedeutung erlangte der örtliche Golfplatz 1999, als hier die spanischen Golfmeisterschaften ausgetragen wurden, und 2004, als einer der Austragungsorte der Peugeot Tour de España.